# Tom De Hoog
Tom De Hoog (Kapellen, 1974) is een Vlaams acteur, die de laatste vijf jaar actief is bij het Brusselse gezelschap de parade.
Naast zijn werk als acteur werkt De Hoog bij als cipier. 

## Carrière

### Televisie

#### Hoofdrollen
- Editie (1995-1999) – Max Jans
- Thuis (2003–2005, 2006–2007) – Maarten Reimers
- 16+ (2006–2007) – Tom Van De Velde
- Wittekerke (2008) – Bert Tanghe
- Click-ID (2009–2010) – Kurt, een gastpersonage dat regelmatig opduikt
- Salamander (2012–2013) – Patrick De Jonghe

#### Bijrollen
- Niet voor publikatie (1994) – straatjongen
- Heterdaad (1997) – chauffeur
- De Kotmadam (1998) – Marc
- De Makelaar (2001) – Vervaet
- Flikken (2001) – Ferry Pauwels
- Samson en Gert (2002) – Mario
- Spoed (2002) – toneelknecht
- Sedes & Belli (2003) – Filip Matthijs
- De Kotmadam (2003) – Greg
- Verschoten & Zoon (2003)
- Rupel (2004) – Kristof Mees
- Flikken (2004) – Stijn De Roovere
- De Kotmadam (2003) – medestudent van Lies
- Matroesjka's (2005)
- Spoed (2005–2006) – Ivan Van De Vijver
- Mega Mindy (2006) – Kevin
- Kinderen van Dewindt (2005) – matroos Peter
- Witse (2006) – Jan Leemans
- F.C. De Kampioenen (2006) – journalist
- Aspe (2006) – Didier Verbeeck
- Kinderen van Dewindt (2007) – Frank
- De Kotmadam (2007) – Luigi
- Sara (2008) – Jurgen De Jonge
- Zone Stad (2008) – Davy Bertels
- De Smaak van De Keyser (2008) – Helmut
- Aspe (2008) – Mon Peeters
- Flikken (2009) – Steve Glinka
- Witse (2009) – Simon Dewachter
- David (2009) – Mathias Goethals
- Goesting (2010) – Stijn
- F.C. De Kampioenen (2011) – reporter Vangoor
- Aspe (2011) – Rik D'Hollander
- Familie (2011) – Danny
- Vermist (2012) – Bjorn Leemans
- De Kotmadam (2013) – Tim Hessels
- Binnenstebuiten (2013) – Paul Van Brabant
- De Ridder (2013) – Michiel Cops
- Flikken Maastricht (2011, 2014) – Jacques Villeroy
- De Fractie (2015) – coach François
- De Bunker (2015) – Björn Verboven
- Coppers (2016) – Rosh Kammers
- Cordon (2016) – Yvan
- Gent-West (2017) – Bart
- Nieuwe buren (2018) – politieagent
- 13 Geboden (2018) – Roelof
- Undercover (2019) – UCA in depot
- Fair Trade (2023) - Wesley Camps

### Films
- Bruin goud (1994) – Lieuwe
- Alias (2002) – Carl
- Sin (2000)
- K3 en het magische medaillon (2004) – politieagent
- Ellektra (2004) – Rudolf Mestdagh
- De kus (2004) – dokter
- Het dorp (2009)
- Hendrik is ziek (2009)
- Blessure (2009) – Steven
- R U There (2010) – coach Luc
- Blue (2011) – Dave
- Chit Chat (2011) – Raymond
- Nono, het zigzagkind (2012) – politieagent
- Tweesprong (2012) – Thomas
- Gebakken Peren (2013) – Tommie
- Kleine verhalen in een groote oorlog (2014) – Jefke Peeters
- Perfect Kill (2014) – Eric
- The Visitor (2017) – David

### Musical
- Pippi Langkous (1998) – Tommy